# MOA-2007-BLG-192Lb
MOA-2007-BLG-192Lb (spesso abbreviato con MOA-192 b) è un pianeta extrasolare della costellazione del Sagittario che orbita intorno alla stella MOA-2007-BLG-192L.

## Scoperta
MOA-2007-BLG-192Lb venne scoperto il 30 maggio 2008 da David Bennett della Università di Notre Dame, in orbita intorno alla stella MOA-2007-BLG-192Lb.
È stato individuato dopo la verifica di un evento di microlente gravitazionale, il 24 maggio 2007, rilevato dalla sonda MOA-II microlensing, dall'Università del Monte John, in Nuova Zelanda.

## Parametri orbitali
MOA-2007-BLG-192Lb orbita intorno alla stella MOA-2007-BLG-192L alla distanza media di circa 93 milioni di chilometri, ed esegue una rivoluzione in circa 130 giorni, trovandosi più vicino alla stella madre rispetto alla distanza tra Venere e il Sole.
MOA-2007-BLG-192Lb è un pianeta avente circa 3,5 volte la massa della Terra, perciò viene classificato come un pianeta di categoria Super Terra, comprendente pianeti le cui masse variano tra 2 e 10 masse terrestri.
Al momento non è possibile scoprire dati quali il diametro e la magnitudine.

## Abitabilità
In uno studio della NASA pubblicato alla fine del 2023, sono stati presi in considerazione alcuni pianeti che hanno all’incirca le dimensioni della Terra ma meno densi. Nonostante la composizione chimica di questi pianeti sia ancora sconosciuta, basandosi sulla stima della loro densità, si ipotizza che potrebbero avere oceani di acqua al di sotto di calotte di ghiaccio superficiali invece di roccia, che risulterebbe più densa. In questo caso, lo spessore stimato dello strato di ghiaccio superficiale su MOA 2007 BLG 192Lb è stato calcolato essere di circa 38,6 chilometri.